# Novi Sad (stacja kolejowa)
Novi Sad – stacja kolejowa w Nowym Sadzie, w okręgu południowobackim, w Serbii.
5 lipca 2024 r. zakończyła się kolejna przebudowa dworca kolejowego, wykonywana przez chińskie konsorcjum.

## Katastrofa budowlana
1 listopada 2024 r. o g. 11:50 CET wystąpiła katastrofa budowlana – zawaliło się 35 m długości zadaszenie nad głównym wejściem dworca. 14 osób zginęło, a 3 zostały ranne.
Prokuratura wszczęła śledztwo w sprawie katastrofy.
W Nowym Sadzie ogłoszono 3 dni żałoby. W Serbii ogłoszono 2 dni żałoby.

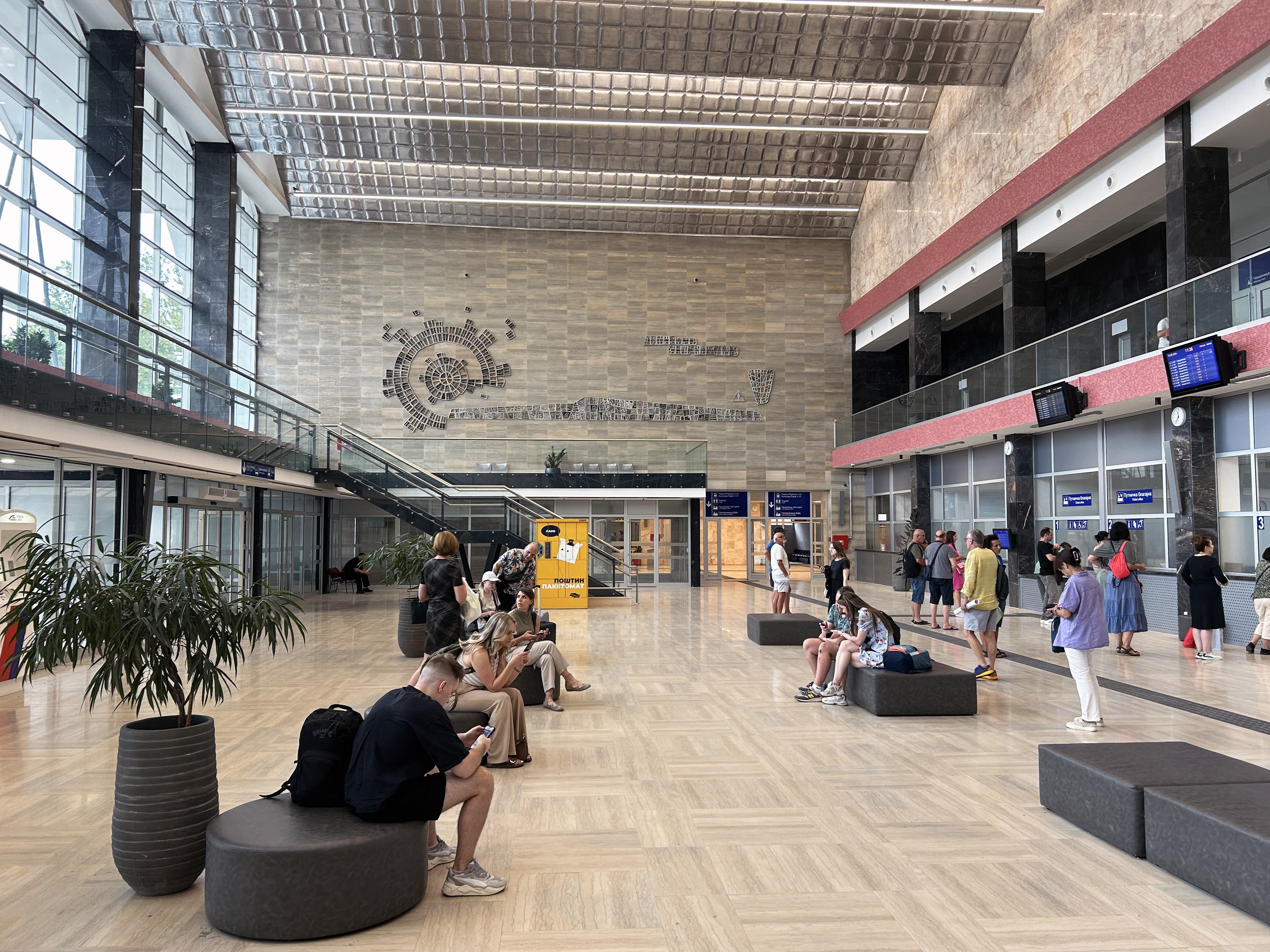
Hala dworca (2024)

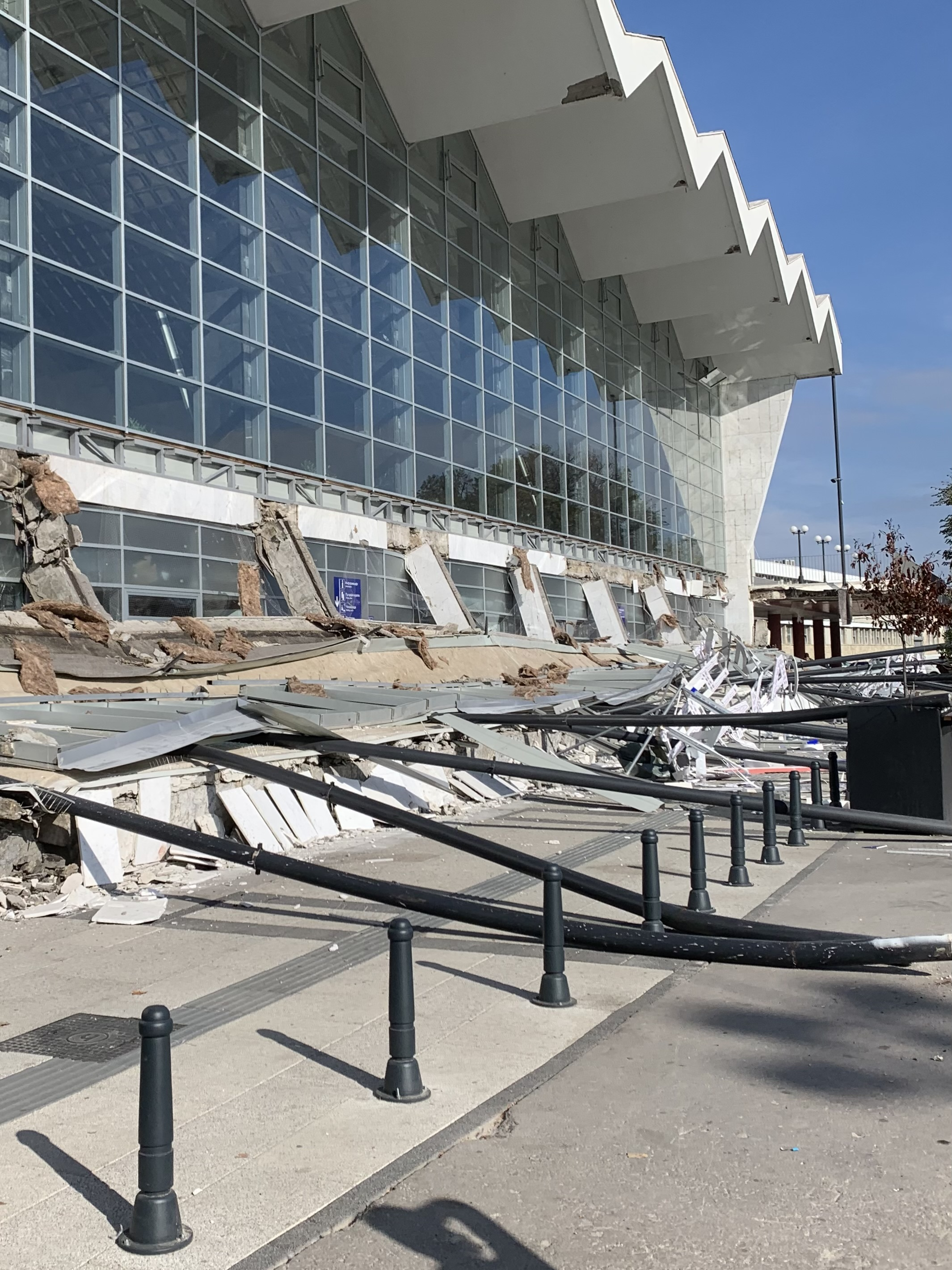
Zawalone zadaszenie nad wejściem dworca (2024)

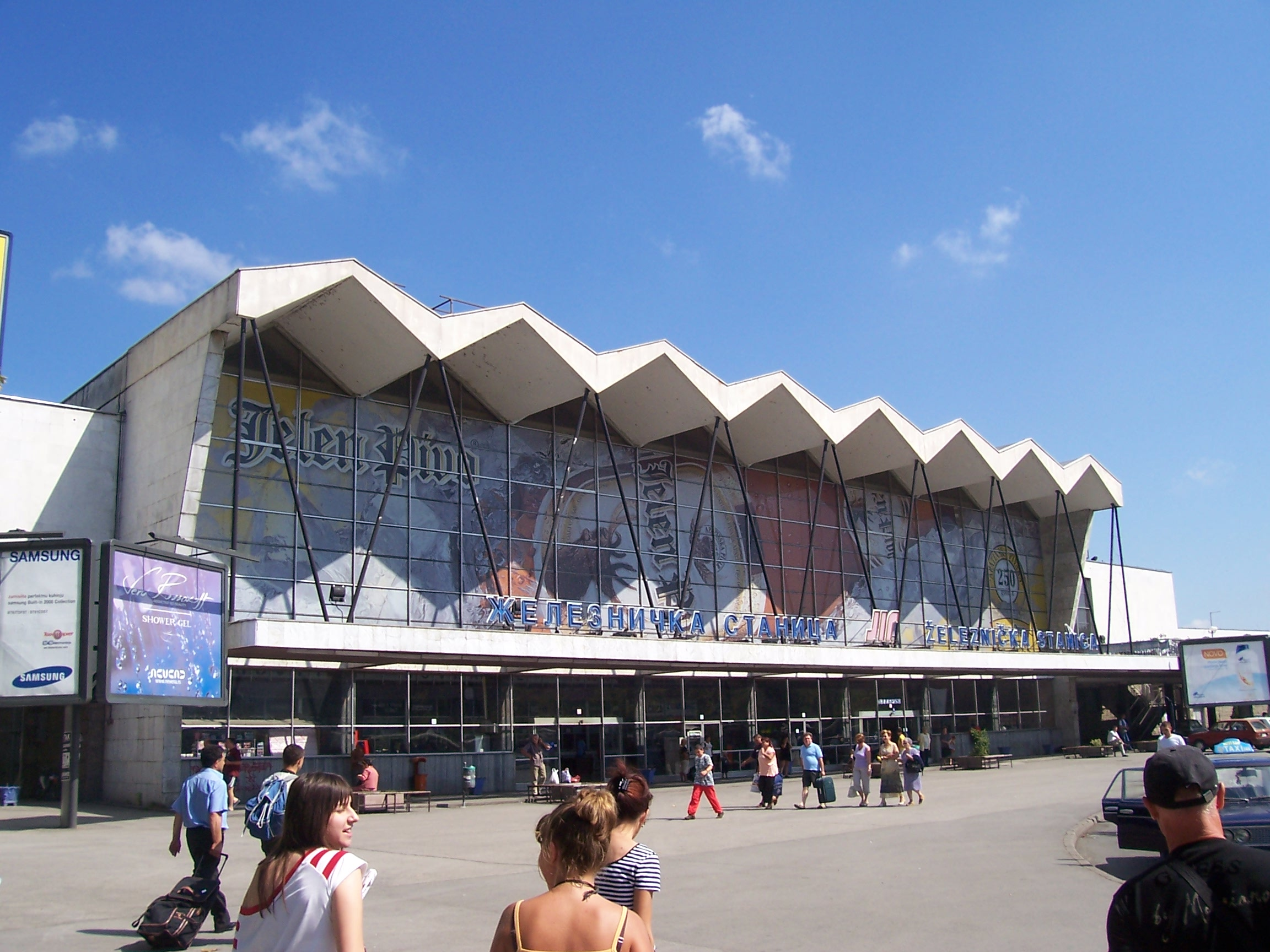
Widok na dworzec przed przebudową

## Odnośniki zewnętrzne
- Zawalone zadaszenie do wejścia na dworzec (2024)